# Weet u wat psychisch is?
Weet u wat psychisch is? is een Nederlands hoorspel gebaseerd op een boek van Anna C. Hoogervorst. Het werd op 20 augustus 1971 door de KRO uitgezonden. De regisseur is Harry de Garde en het speelduur bedraagt 29 minuten.

## Rolverdeling
- Willem Bloemhof: Frans Somers
- Passagier met litteken: Frans Vasen
- De vrouw in zijn taxi: Fé Sciarone
- De Engelse toerist: Hans Karsenbarg
- Vriend van de Engelse toerist: Cees van Oyen
- Vrouw van Bloemhof: Eva Janssen
- De man van de vrouw: Paul van der Lek
- Dochter van Bloemhof: José Pinter

## Verhaal
Een Amsterdamse taxichauffeur heeft als laatste klant een vrouw die naar huis wil. Hij dringt bij haar een verhaal over zijn dochter op, die hij zijn wijfie noemt. Hij verwent haar mateloos. Pa zegt niet: jij moet dit of jij moet doen. Ze mocht zelf kiezen. Ze kiest voor coupeuse. Op een avond, na de les, wordt ze op straat lastiggevallen door een kerel. Ze steekt hem met haar schaar. Van die dag af eist de taxichauffeur van zijn mannelijke passagiers met een litteken dat ze vertellen hoe ze eraan gekomen zijn. Hij wil de man die aan zijn wijfie gezeten heeft vermoorden. Als de passagiere dat hoort weigert ze uit te stappen voor de taxichauffeur zijn wraakplan opgeeft.